# Ratpenat nasofoliat cendrós
El ratpenat nasofoliat cendrós (Hipposideros cineraceus) és una espècie de ratpenat de la família dels hiposidèrids. Viu a l'Índia, Indonèsia, Laos, Malàisia, Myanmar, el Pakistan, Tailàndia i el Vietnam. El seu hàbitat natural són les coves de terres baixes però també es pot trobar en arbres i boscos. No hi ha cap amenaça significativa per a la supervivència d'aquesta espècie, tot i que està afectada per la desforestació, en general com a resultat de les operacions de tala per a la conversió de terres per a l'agricultura i els assentaments humans.